# محمد بن أحمد النسفي
أبو الحسن محمد بن أحمد البزداوي النسفي البزداهي النخشابي (توفي 943/945) كان داعيًا إسماعيليًّا وعالمًا في الكلام من أوائل القرن العاشر. في ق. 937 نجح في تحويل أمير السامانيين نصر الثاني إلى الإسماعيلية، وبدأ فترة من الهيمنة الإسماعيلية في البلاط الساماني استمرت حتى وفاة نصر. وفي الاضطهاد اللاحق للإسماعيليين، الذي شنه نوح الأول الساماني، كان النسفي نفسه ضحية. باعتباره عالم كلام، يُنسب إليه عمومًا كونه من بين أولئك الذين أدخلوا المفاهيم الأفلاطونية المحدثة إلى علم الكلام الإسماعيلي. سيطرت عقائده على الإسماعيلية الأصلية في الأراضي الإيرانية في القرنين التاسع والعاشر، ولكنّه أُدين باعتبارها مناهضًا للقانون من علماء الدين الإسماعيليين المتحالفين مع الخلافة الفاطمية.

## الحياة
إن حياة النسفي معروفة بشكل رئيس من خلال المصادر السنية اللاحقة والمعادية في الغالب، وأهمها كتاب الفهرست لابن النديم وكتاب سياسة نامه لنظام الملك. ويضاف إلى ذلك كتاب الثعالبي "مرآة الأمراء" الذي لم يُنشر إلا سنة 1990م. كما تشير نسبته، فقد وُلد محمد النسفي في قرية بازدا بالقرب من نساف أو نخشاب (في أوزبكستان الحديثة). بعض علماء أوائل القرن العشرين مثل لويس ماسينيون وفلاديمير إيفانوف قرأوا نسبته على أنها "البردعي"، مما يشير إلى أصلها من البردعة، ولكن ثبت أن هذا خطأ.

الدولة السامانية في فترة وفاة النسفي

وقد خلف حسين بن علي المروزي في منصب الداعية الإسماعيلي الرئيس في خراسان وبلاد ما وراء النهرفي الأطراف الشمالية الشرقية من العالم الإسلامي المعاصر. كانت المنطقة خاضعة في ذلك الوقت لحكم السلالة السامانية تحت حكم نصر الثاني (حكم. 914–943). ومنذ وقت مبكر، ركز النسفي جهوده على تحويل أعضاء البلاط الساماني في بخارى، وترك شخصًا معينًا هو أبو الحسن بن سوادة نائبًا له في مرو الروذ. ويبدو أن جهوده الأولية باءت بالفشل، واضطر النسفي إلى مغادرة بخارى والعودة إلى موطنه نساف. ولكن في ق. 937/8 نجح في تحويل العديد من كبار المسؤولين السامانيين إلى الإسماعيلية؛ يقدم نظام الملك قائمة بهؤلاء المتحولين الأوائل، والتي تكون دقتها موضع شك، حيث إن العديد من هذه الأسماء غير معروفة: رفيق النسفي أبو بكر النخشبي، رفيق الأمير، أبو الأشعث، السكرتير الخاص للأمير، أبو منصور الشغاني، مفتش الجيش، الحاجب أيتاش، حسن مالك، حاكم إيلاق ، ورئيس أمناء البلاط (الوكيل الخاص)، علي زراد.
وبعد عودته إلى بخارى شخصيًا، وبمساعدتهم تمكن النسفي أخيرًا من إقناع الأمير نصر الثاني ووزيره أبو علي محمد الجيهاني بالتحول إلى الإسماعيلية. ومع ذلك، فإن رواية الثعالبي تنسب التحول النهائي لنصر إلى شخصيتين أخريين، الداعي ابن سوادة والسكرتير أبو الطيب المصعبي. بدعم من الأمير وحاشيته، بدأ النسفي في الوعظ علانية، حتى أن جهوده الدعوية وصلت إلى سيستان. ويبدو أن السكرتير الإسماعيلي، المصعبي، أصبح وزيرًا في عام 941/42، خلفًا للجيهاني.
وقد أثارت هذه التطورات معارضة شديدة بين المؤسسة السنية، وخاصة بين جنود السامانيين الأتراك. وبحسب القصة التي رواها نظام الملك، فقد بدأوا بالتآمر للقيام بانقلاب، حتى أنهم ذهبوا إلى حد التنازل عن العرش لأحد قادتهم. وبحسب نظام الملك، فإن ابن الأمير نوح بن عبد الملك الذي أصبح أميرًا (943–954)، علم بالمؤامرة وأقنع والده بالتنازل عن العرش لصالحه. وكما لاحظ المؤرخ البريطاني صموئيل ميكلوس شتيرن في عام 1960، "من الصعب فصل العناصر الأسطورية عن الحقائق الحقيقية" في رواية نظام الملك، خاصة وأن الفهرست لا يذكر مؤامرة عسكرية، بل يذكر أن نصر "تاب" عن اعتناقه الإسماعيلية، ورواية الثعالبي لا تذكر حتى تنازل نصر عن العرش لصالح ابنه. وبناءً على ما ذكره الثعالبي، يبدو أن نصر ظل على عرشه حتى وفاته في نيسان 943، ومن المرجح جدًا أنه توفي إسماعيليًا، لكن المرض الطويل أجبره على الانسحاب من الشؤون العامة قبل ذلك.
ويذكر الثعالبي أنه بعد وفاة نصر وتولي نوح الخلافة حاول الإسماعيليون أيضًا تحويل الأمير الجديد، لكنهم فشلوا. وبحسب ابن النديم، فقد عقد نوح مناظرة كلامية عامة، هُزم فيها الإسماعيليون، لكن الثعالبي يزعم أن هذا حدث في جلسة خاصة، وأن طلب النسفي اللاحق لإجراء مناظرة عامة قوبل بالرفض. وبعد فترة وجيزة، شن نوح مذبحةً هائلةً ضد الشيعة الإسماعيليين - وفقًا لنظام الملك، قضت القوات سبعة أيام في قتل أتباع الإسماعيلية في بخارى ومحيطها - حيث لقي النسفي والعديد من أتباعه حتفهم. إن تأريخ هذا الحدث غير واضح، حيث تضعه المصادر العصور الوسطى والحديثة بشكل متفاوت في عام 331 هـ (943 م)، أو عام 332 هـ (944 م)، أو حتى عام 333 هـ (944/45 م). وعلى الرغم من الإشارة في المصادر التي تعود إلى العصور الوسطى إلى وجود تطهير منهجي ضد الإسماعيليين، إلا أنه لا يبدو أن هذا كان الحال، حيث ظل العديد من المسؤولين الإسماعيليين - بما في ذلك علي زراد وأبو منصور الشغاني - في مناصبهم أثناء حكم نوح. علاوة على ذلك، نجا ابن النسفي مسعود، المعروف بلقب دهقان، واستمر في الجهود الدعوية الإسماعيلية.

## التعاليم والكتابات
يُعتبر النسفي أول عالم كلام إسماعيلي أدخل مفاهيم من الفلسفة الأفلاطونية المحدثة إلى العقيدة الكونية الإسماعيلية. وكما كتب ستيرن، "لقد أسس الفلسفة الإسماعيلية من خلال تبني شكل من أشكال الأفلاطونية الإسلامية الحديثة الحالية، وظل نظامه هو العقيدة الإسماعيلية القياسية في بلاد فارس في القرنين الرابع/العاشر والخامس/الحادي عشر؛ وهذا أنتج علماء فذّين في تلك المنطقة". وتزعم المصادر السنية أن النسفي كان تابعًا للخلفاء الفاطميين، إلا أن العلماء المعاصرين خلصوا إلى أنه ينتمي إلى خط دعوي من حركة الدعوة الإسماعيلية التي ظهرت في أواخر القرن التاسع، قبل الانشقاق الذي حدث عام 899 بين الإسماعيليين المؤيدين للفاطميين و"القرامطة". لا يزال النسفي وأتباعه يؤمنون بالمبادئ الأصلية للإسماعيلية المبكرة، والتي تركزت على عودة الإمام الإسماعيلي السابع، محمد بن إسماعيل ، باعتباره المهدي.
ق. 912 ، كتب النسفي رسالة كتاب المحصول. وقد انتشر هذا الكتاب على نطاق واسع، ولكنه لم يصل إلينا إلا في اقتباسات مطولة في أعمال الداعي اللاحق حميد الدين الكرماني. لقد تبنى فكرة أن شريعة الإسلام والإسلام الحقيقي قد عُلِّقَت مع مجيء محمد بن إسماعيل، وأن العصر التالي كان عصرًا من الفوضى، والذي سيستمر حتى عودة محمد بن إسماعيل الوشيكة، عندما يتم الكشف عن المعنى الحقيقي الداخلي للدين، الذي لا يعرفه إلا الراسخون في العلم.
وقد تم التنديد بهذه الآراء باعتبارها مناهضة للقانون من علماء الدين الإسماعيليين الأكثر شيوعًا المنتمين إلى الدعوية التي ترعاها الدولة الفاطمية، ولكنها كانت تحظى بشعبية بين القرامطة الإسماعيليين المنشقين. وقد تعرض كتاب المحصول للهجوم من الداعي المعاصر للنسفي، أبو حاتم أحمد بن حمدان الرازي ، في كتاب الإصلاح،ولكن خلف النسفي وهو أبو يعقوب السجستاني ، كتب أطروحة كتاب النصرة دفاعًا عن النسفي.
كما يُنسب إلى النسفي مخطوطتان أخريان، محفوظة في مكتبة خاصة في الهند.